# Las Piedras (Porto Rico)
Las Piedras é uma municipalidade no leste de Porto Rico localizado na região central da ilha, ao norte de Yabucoa; sul de Canóvanas e Río Grande, a leste de Juncos e San Lorenzo, e oeste de Naguabo e Humacao. Las Piedras está espalhada por sete alas e Las Piedras Pueblo (O centro da cidade e do centro administrativo da cidade). É parte da Área Metropolitana de San Juan - Caguas - Guaynabo.